# Andrzej Lubbe
Andrzej Lubbe (ur. 8 listopada 1943) – polski ekonomista i nauczyciel akademicki, profesor nauk ekonomicznych, w latach 1990–1992 podsekretarz stanu w Centralnym Urzędzie Planowania.

## Życiorys
Uzyskał stopień doktora i doktora habilitowanego, specjalizował się w międzynarodowych stosunkach gospodarczych. W 1994 został profesorem nauk ekonomicznych. Wykładał na Wydziale Nauk Ekonomicznych Uniwersytetu Warszawskiego (przez ponad 35 lat) oraz na Akademii Leona Koźmińskiego, gdzie kierował Katedrą Międzynarodowych Stosunków Gospodarczych. Był członkiem POP PZPR na Wydziale Ekonomii UW. Autor książek z zakresu ekonomii i integracji europejskiej. Od 11 stycznia 1990 do 8 października 1992 był wiceprezesem (w randze podsekretarza stanu) w Centralnym Urzędzie Planowania, odszedł ze stanowiska zastąpiony przez Marię Luberę.
Odznaczony Złotym Krzyżem Zasługi (2003).